# Tasa de decaimiento
La tasa de decaimiento es un indicador de la velocidad con que una determinada población reduce su número de elementos. Por ejemplo, la tasa de decaimiento de coliformes usualmente se expresa como el valor del T90, que se define como el tiempo requerido para el decaimiento del 90% de los coliformes remanentes, sobre y por encima de la reducción debida a dilución y difusión. Este parámetro es utilizado para el dimensionamiento de diversos sistemas para el tratamiento de aguas residuales.
Extisten tres mecanismos que producen reducción de coliformes, esto es, dilución inicial, difusión horizontal y decaimiento de coliformes, el último usualmente tiene un efecto mucho mayor sobre los cálculos para emisarios submarinos. Las bacterias fecales, presentan altas tasas de mortalidad en el medio marino debido principalmente a la incidencia de la luz, especialmente la frecuencia ultravioleta, la salinidad, nutrientes e interacciones ecológicas con otras especies. La tasa de decaimiento conjuga todos estos factores.
Algunos autores lo denominan coeficiente de mortalidad

## Decaimiento del grupo coliforme fecal
El decaimiento bacteriano del grupo coliforme fecal está influenciado por la luz ultravioleta (la que es atenuada rápidamente en la columna de agua), por la salinidad, la temperatura y la presencia de sustancias antibióticas. Este parámetro estima la rapidez con que el ambiente es capaz de neutralizar la contaminación bacteriana.
Por lo general, el decaimiento bacteriano se aproxima a una cinética de poblaciones de primer orden, donde la razón de inactivación microbiológica es proporcional a la concentración de la bacteria indicadora. La constante de decaimiento se obtiene por regresión lineal de cuentas de bacteria en el tiempo, y normalmente se expresa en términos del tiempo requerido para que la bacteria decrezca hasta 1/10 de su número original. A este valor se le llama T90, y se expresa en horas.